# کاروانسرای دودهک

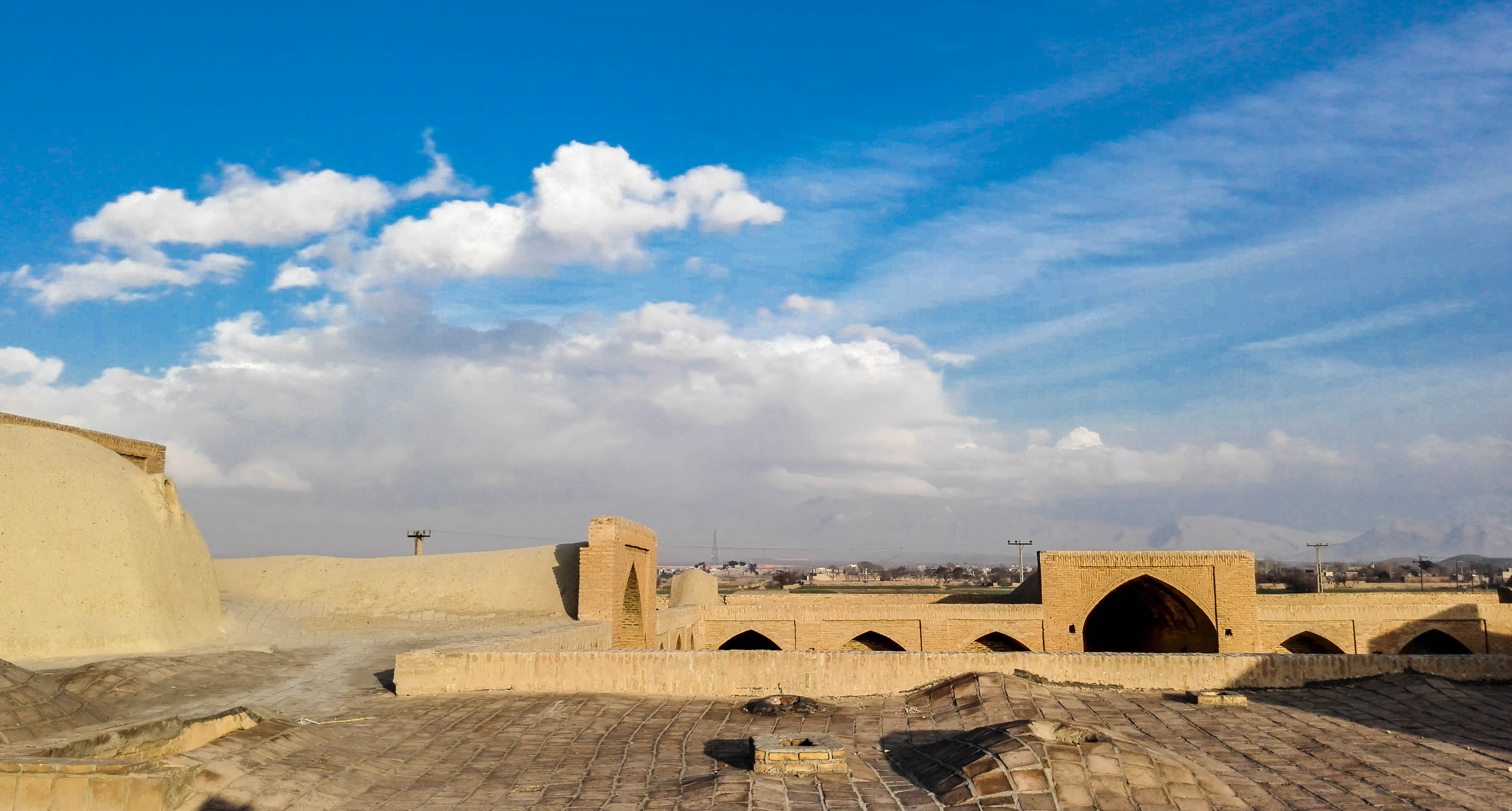

کاروانسرای دودهک در شمال شرقی محلات، در مجاورت ساحل شرقی رودخانه قم‌رود و در مسیر جاده دلیجان به دهستان خورهه (نزدیک جاده آسفالته قم به دلیجان) قرار دارد. قدمت این بنا را دوره صفویه می‌دانند ولی معماری آن، از شیوه معماری سلجوقیان پیروی می‌کند که همین امر، تخمین قدمت بنا را مشکل می‌کند.
ابعاد آن۷۰/۵۳ در ۶۰/۵۳ متر است و در هر یک از دیوارهای شمالی و شرقی و غربی آن سه برج دیده‌بانی تعبیه شده که نشان می‌دهد کاروانسرا کاربردی به مانند یک قلعه نظامی داشته‌است. پس از عبور از دروازه ورودی کاروانسرا، ایوانی به طول ۱۱٫۳ متر و پهنای ۳٫۹ متر وجود دارد که انتهای آن با پله‌هایی به حیاط متصل می‌شود. ایوان‌های جنوبی و غربی آن که بعد از ایجاد بنا ساخته شده‌اند، دارای فرورفتگی‌هایی در دیوار هستند.
ایوان شرقی بر روی یک آب‌انبار زیرزمینی ساخته شده‌است. در سمت راست ایوان دو اتاق ساخته شده که اولی مربعی با ضع ۴٫۸ متر و سقف گنبدی است که درگذشته به‌وسیله یک در بزرگ به اتاق کناری ارتباط داشته‌است. این اتاق نمازخانه کاروانسرا بوده‌است. چهارگوشه کاروانسرا مشابه یکدیگر نیستند. گوشه‌های شمال شرقی و جنوب غربی برای نگهداری بار و دوگوشه دیگر به عنوان اصطبل مورد استفاده قرار می‌گرفته‌اند. پی‌های این بنا از سنگ رودخانه و ساروج و بقیه بنا از آجر ساخته شده‌است. حیاط این کاروانسرا ۲۷٫۲ متر طول و ۲۷٫۱ متر عرض دارد.